# Huawei P10
Huawei P10 je smartphone společnosti Huawei a vlajková loď této firmy pro rok 2017. Vychází z předchozího modelu Huawei P9, pouze s menšími změnami designu. Vyniká hlavně v poměru cena/výkon.[zdroj⁠?!]
Stejně jako u předchozích modelů byla představena i větší verze Huawei P10 Plus a odlehčená verze Huawei P10 Lite.

## Představení
Huawei P10 byl oficiálně představen 26. února 2017 na MWC 2017 v Barceloně.

## Hardware
Od předchozího modelu si ponechal IPS displej, ale zmenšený na 5,1" s FullHD rozlišením. Je schopný zobrazit až 16 milionů barev. Displej je chráněn sklem Gorilla Glass 5. Tělo je z kovu, až na oblast kolem fotoaparátu. Boky telefonu jsou zaoblené pro pohodlné držení. Mobil je dostupný v pěti barevných variantách.
Zadní fotoaparát smartphonu je stejně jako u Huawei P9 tzv.duální. Má rozlišení 13 MPx v barevném režimu a 20 MPx v monochromatickém režimu. Přední fotoaparát má 8 MPx a je určen k fotografování širokoúhlých selfie nebo jako zrcadlo.
Z pohledu konektivity má telefon vstupy pro 3,5 mm jack na sluchátka a USB-C na nabíjení telefonu nebo pro propojení s počítačem. Mobil je vybaven Wi-Fi, Bluetooth 3.0 a NFC.
Pod displejem se nachází čtečka otisků prstů. Ta funguje velmi rychle. Stačí se telefonu jen letmo dotknout a je odemčen.
Na pravé straně se nachází kolébka hlasitosti a zapínací tlačítko, které je odlišeno elegantním červeným proužkem. Tlačítka jsou umístěna v ideální výšce a při jejich mačkání nemusím tedy nijak přehmatávat a rozhodně zde nehrozí velké riziko vyklouznutí zařízení.
Na levé straně se nachází pouze šuplíček pro SIM kartu a paměťovou kartu. Do telefonu můžete vložit dvě nanoSIM karty nebo nanoSIM kartu a paměťovou kartu microSD. Námi testovaný model byl však pouze single SIM varianta a tak pokud hledáte dual SIM funkcionalitu, před nákupem se přesvědčte, že opravdu objednáváte správnou variantu.

## Software
Mobil používá operační systém Android 7.0 Nougat. Na systému je firemní nádstavba EMUI verze .0
Telefon má několik předinstalovaných aplikací, jako kalkulačku, nahrávač zvuku, či aplikaci na přehrávání médií. Mobil také nabízí i možnost sledovat a upravovat složky systému a to i bez použití počítače. Je zde možnost změnit vzhled ikon předinstalovaných aplikací.
| Huawei P Série        | Huawei P Série             | Huawei P Série       |
| --------------------- | -------------------------- | -------------------- |
| Předchůdce: Huawei P9 | (pátá generace) Huawei P10 | Nástupce: Huawei P20 |